# Professional'nyj Futbol'nyj Klub Kryl'ja Sovetov Samara 2015-2016
Questa voce raccoglie le informazioni riguardanti il Kryl'ja Sovetov Samara nelle competizioni ufficiali della stagione 2015-2016.

## Rosa
| N. |                        | Ruolo | Calciatore         |
| -- | ---------------------- | ----- | ------------------ |
| 1  | Russia (bandiera)      | P     | Miroslav Lobancev  |
| 3  | Russia (bandiera)      | D     | Dmitrij Jatčenko   |
| 4  | Russia (bandiera)      | D     | Ivan Taranov       |
| 5  | Russia (bandiera)      | C     | Georgij Gabulov    |
| 6  | Brasile (bandiera)     | D     | Nadson             |
| 7  | Francia (bandiera)     | A     | Yohan Mollo        |
| 8  | Bielorussia (bandiera) | A     | Sjarhej Karnilenka |
| 9  | Finlandia (bandiera)   | A     | Berat Sadik        |
| 10 | Russia (bandiera)      | C     | Alan Čočiev        |
| 13 | Russia (bandiera)      | P     | Evgenij Konjuchov  |
| 15 | Russia (bandiera)      | D     | Ibragim Callagov   |
| 16 | Belgio (bandiera)      | D     | Jeroen Simaeys     |

| N. |                               | Ruolo | Calciatore         |
| -- | ----------------------------- | ----- | ------------------ |
| 17 | Georgia (bandiera)            | P     | Giorgi Loria       |
| 18 | Macedonia del Nord (bandiera) | A     | Adis Jahović       |
| 19 | Trinidad e Tobago (bandiera)  | D     | Sheldon Bateau     |
| 20 | Russia (bandiera)             | C     | Aleksej Pomerko    |
| 27 | Costa d'Avorio (bandiera)     | C     | Junior Ahissan     |
| 29 | Belgio (bandiera)             | A     | Gianni Bruno       |
| 33 | Serbia (bandiera)             | D     | Milan Rodić        |
| 45 | Russia (bandiera)             | D     | Aleksej Koncedalov |
| 77 | Russia (bandiera)             | C     | Igor' Gorbatenko   |
| 90 | Russia (bandiera)             | D     | Taras Burlak       |
| 91 | Russia (bandiera)             | C     | Pavel Jakovlev     |
| 93 | Russia (bandiera)             | C     | Vitali Kalenkovich |

## Risultati

### Prem'er-Liga
| Kaspijsk 19 luglio 2015 1ª giornata | Anži | 0 – 1 referto | Kryl'ja Sovetov Samara | Anži-Arena |

| Samara 24 luglio 2015 2ª giornata | Kryl'ja Sovetov Samara | 0 – 2 referto | CSKA Mosca | Stadio Metallurg (Samara) |

| Perm' 1º agosto 2015 3ª giornata | Amkar Perm' | 1 – 0 referto | Kryl'ja Sovetov Samara | Stadio Zvezda |

| Samara 9 agosto 2015 4ª giornata | Kryl'ja Sovetov Samara | 0 – 2 referto | Spartak Mosca | Stadio Metallurg (Samara) |

| Rostov sul Don 16 agosto 2015 5ª giornata | Rostov | 1 – 1 referto | Kryl'ja Sovetov Samara | Stadio Olimp-2 |

| Samara 24 agosto 2015 6ª giornata | Kryl'ja Sovetov Samara | 3 – 0 referto | Kuban' | Stadio Metallurg (Samara) |

| San Pietroburgo 29 agosto 2015 7ª giornata | Zenit San Pietroburgo | 1 – 3 referto | Kryl'ja Sovetov Samara | Stadio Petrovskij |

| Samara 14 settembre 2015 8ª giornata | Kryl'ja Sovetov Samara | 1 – 0 referto | Mordovija | Stadio Metallurg (Samara) |

| Mosca 20 settembre 2015 9ª giornata | Lokomotiv Mosca | 2 – 0 referto | Kryl'ja Sovetov Samara | Stadio Lokomotiv |

| Samara 27 settembre 2015 10ª giornata | Kryl'ja Sovetov Samara | 0 – 0 referto | Dinamo Mosca | Stadio Metallurg (Samara) |

| Ekaterinburg 2 ottobre 2015 11ª giornata | Ural | 1 – 1 referto | Kryl'ja Sovetov Samara | SKB-Bank Arena |

| Samara 18 ottobre 2015 12ª giornata | Kryl'ja Sovetov Samara | 0 – 2 referto | Terek Groznyj | Stadio Metallurg (Samara) |

| Ufa 23 ottobre 2015 13ª giornata | Ufa | 1 – 0 referto | Kryl'ja Sovetov Samara | Neftyanik Stadium |

| Samara 1º novembre 2015 14ª giornata | Kryl'ja Sovetov Samara | 0 – 4 referto | Krasnodar | Stadio Metallurg (Samara) |

| Kazan' 8 novembre 2015 15ª giornata | Rubin | 2 – 0 referto | Kryl'ja Sovetov Samara | Stadio Centrale di Kazan' |

| Chimki 21 novembre 2015 16ª giornata | CSKA Mosca | 0 – 2 referto | Kryl'ja Sovetov Samara | Arena Chimki |

| Samara 28 novembre 2015 17ª giornata | Kryl'ja Sovetov Samara | 0 – 0 referto | Amkar Perm' | Stadio Metallurg (Samara) |

| Mosca 4 dicembre 2015 18ª giornata | Spartak Mosca | 1 – 0 referto | Kryl'ja Sovetov Samara | Otkrytie Arena |

| Saransk 5 marzo 2016 19ª giornata | Kryl'ja Sovetov Samara | 0 – 1 referto | Rostov | Start Stadion |

| Krasnodar 11 marzo 2016 20ª giornata | Kuban' | 2 – 0 referto | Kryl'ja Sovetov Samara | Stadio Kuban' |

| Saransk 20 marzo 2016 21ª giornata | Kryl'ja Sovetov Samara | 0 – 2 referto | Zenit San Pietroburgo | Start Stadion |

| Saransk 4 aprile 2016 22ª giornata | Mordovija | 1 – 2 referto | Kryl'ja Sovetov Samara | Start Stadion |

| Samara 11 aprile 2016 23ª giornata | Kryl'ja Sovetov Samara | 0 – 0 referto | Lokomotiv Mosca | Stadio Metallurg (Samara) |

| Chimki 17 aprile 2016 24ª giornata | Dinamo Mosca | 0 – 1 referto | Kryl'ja Sovetov Samara | Arena Chimki |

| Samara 23 aprile 2016 25ª giornata | Kryl'ja Sovetov Samara | 1 – 1 referto | Ural | Stadio Metallurg (Samara) |

| Groznyj 1º maggio 2016 26ª giornata | Terek Groznyj | 0 – 1 referto | Kryl'ja Sovetov Samara | Achmat-Arena |

| Samara 6 maggio 2016 27ª giornata | Kryl'ja Sovetov Samara | 1 – 0 referto | Ufa | Stadio Metallurg (Samara) |

| Krasnodar 11 maggio 2016 28ª giornata | Krasnodar | 3 – 0 referto | Kryl'ja Sovetov Samara | Stadio Kuban' |

| Samara 15 maggio 2016 29ª giornata | Kryl'ja Sovetov Samara | 1 – 1 referto | Rubin | Stadio Metallurg (Samara) |

| Samara 21 maggio 2016 30ª giornata | Kryl'ja Sovetov Samara | 0 – 0 referto | Anži | Stadio Metallurg (Samara) |

### Kubok Rossii
| Tambov 23 settembre 2015 Sedicesimi di finale | Tambov | 2 – 3 referto | Kryl'ja Sovetov Samara | Stadio centrale Spartak |

| Samara 29 ottobre 2015 Ottavi di finale | Kryl'ja Sovetov Samara | 0 – 1 referto | Dinamo Mosca | Stadio Metallurg (Samara) |